# کرویدون، کوئینزلند
کرویدون (به انگلیسی: Croydon) یک شهرک در استرالیا است که در Shire of Croydon واقع شده‌است.